# Tarawa-klass
Tarawa-klass var en fartygsklass med amfibiefartyg byggda för USA:s flotta. Totalt nio fartyg beställdes, men enbart fem levererades. Tarawa-klassen efterföljdes av Wasp-klassen.
USS Peleliu var det sista av fartygen som var i tjänst och avrustades 31 mars 2015. Tarawa-klassen ersätts av America-klassen. Beteckningen LHA står för Landing Helicopter Assault.

## Bakgrund
Fartygen var konstruerade att landsätta en Marine expeditionary unit med deras fordon. Varje fartyg hade möjlighet att inkvartera 1 700 man. Amfibiska fordon kunde simma iland direkt från fartyget, men tyngre fordon landsattess med landstigningsbåtar. Vanligen bars fyra LCU landstigningsbåtar på welldäck i aktern.
Flygstyrkan bestod av en blandning av CH-46 Sea Knight och CH-53 Sea Stallion transporthelikoptrar för luftlandsättning samt AH-1W Super Cobra och AV-8B Harrier II för understöd.

## Fartyg i klassen
| Namn                     | Vapensköld | Påbörjad         | Sjösatt          | Tagen i tjänst    | Avrustad        | Öde                                      |
| ------------------------ | ---------- | ---------------- | ---------------- | ----------------- | --------------- | ---------------------------------------- |
| USS Tarawa (LHA-1)       |            | 15 november 1971 | 1 december 1973  | 29 maj 1976       | 31 mars 2009    | Sänkt som måltavla i övning 19 juli 2024 |
| USS Saipan (LHA-2)       |            | 21 juli 1972     | 18 juli 1974     | 15 oktober 1977   | 25 april 2007   | Skrotad 2009                             |
| USS Belleau Wood (LHA-3) |            | 5 mars 1973      | 11 april 1977    | 23 september 1978 | 28 oktober 2005 | Sänkt som måltavla i övning 13 juli 2006 |
| USS Nassau (LHA-4)       |            | 13 augusti 1973  | 21 januari 1978  | 28 juli 1979      | 31 mars 2011    | Skrotad 30 april 2021                    |
| USS Peleliu (LHA-5)      |            | 12 november 1976 | 25 november 1978 | 3 maj 1980        | 31 mars 2015    | I avrustad reserv                        |

## Bilder

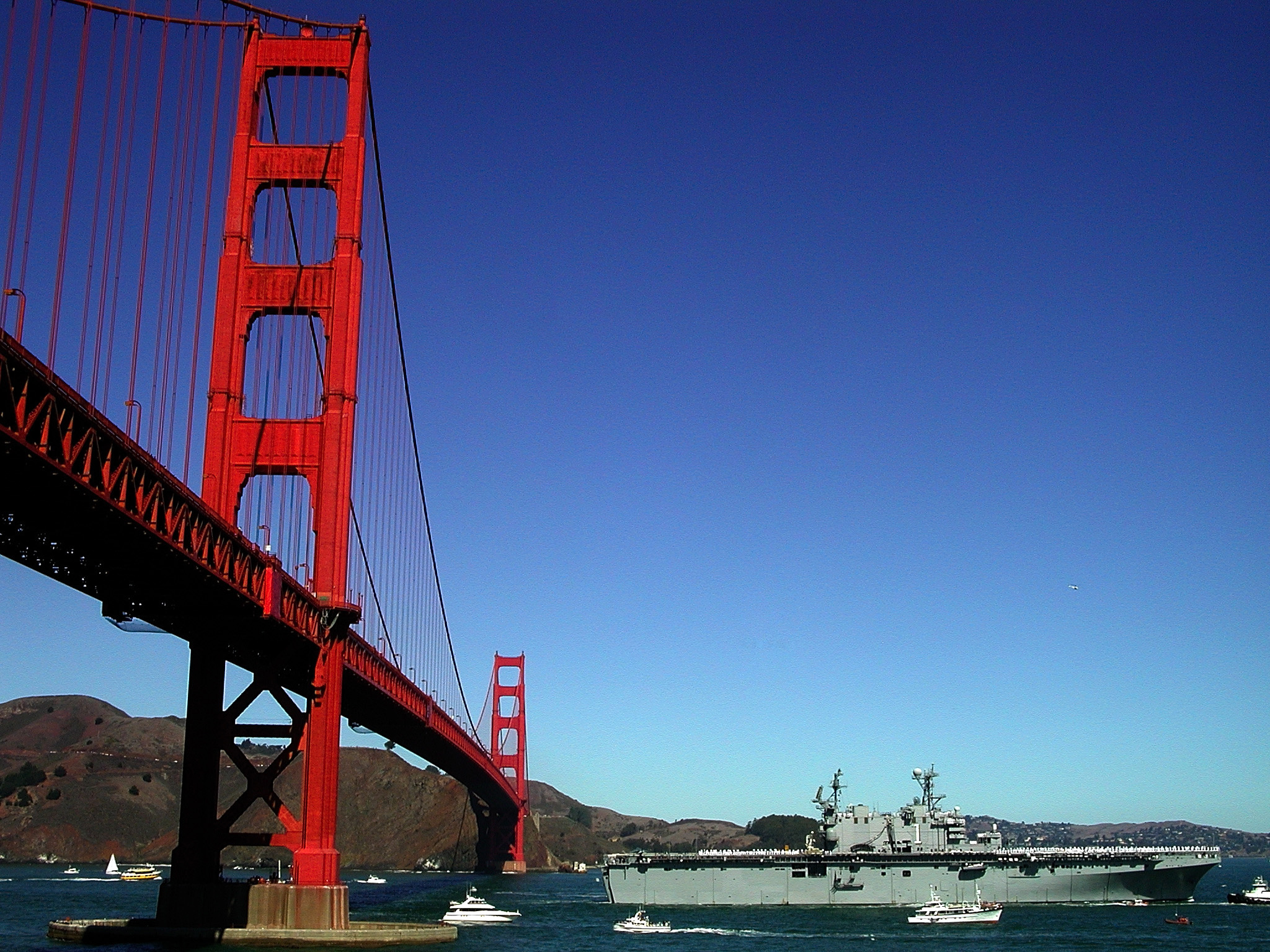
USS Tarawa passerar under Golden Gate-bron i oktober 2004.
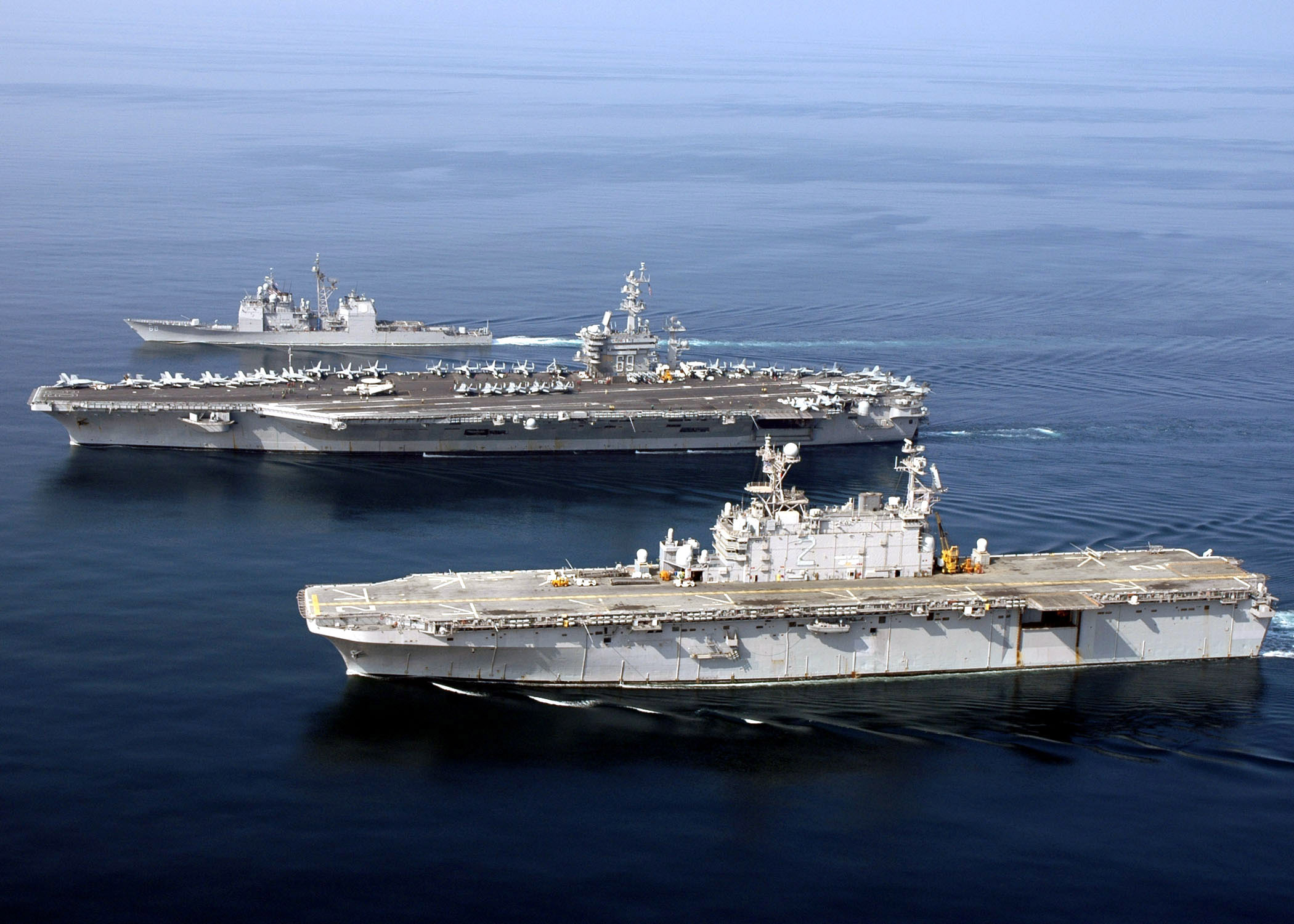
USS Saipan tillsammans i formation med hangarfartyget USS Dwight D. Eisenhower och kryssaren USS Anzio, 20 november 2006.
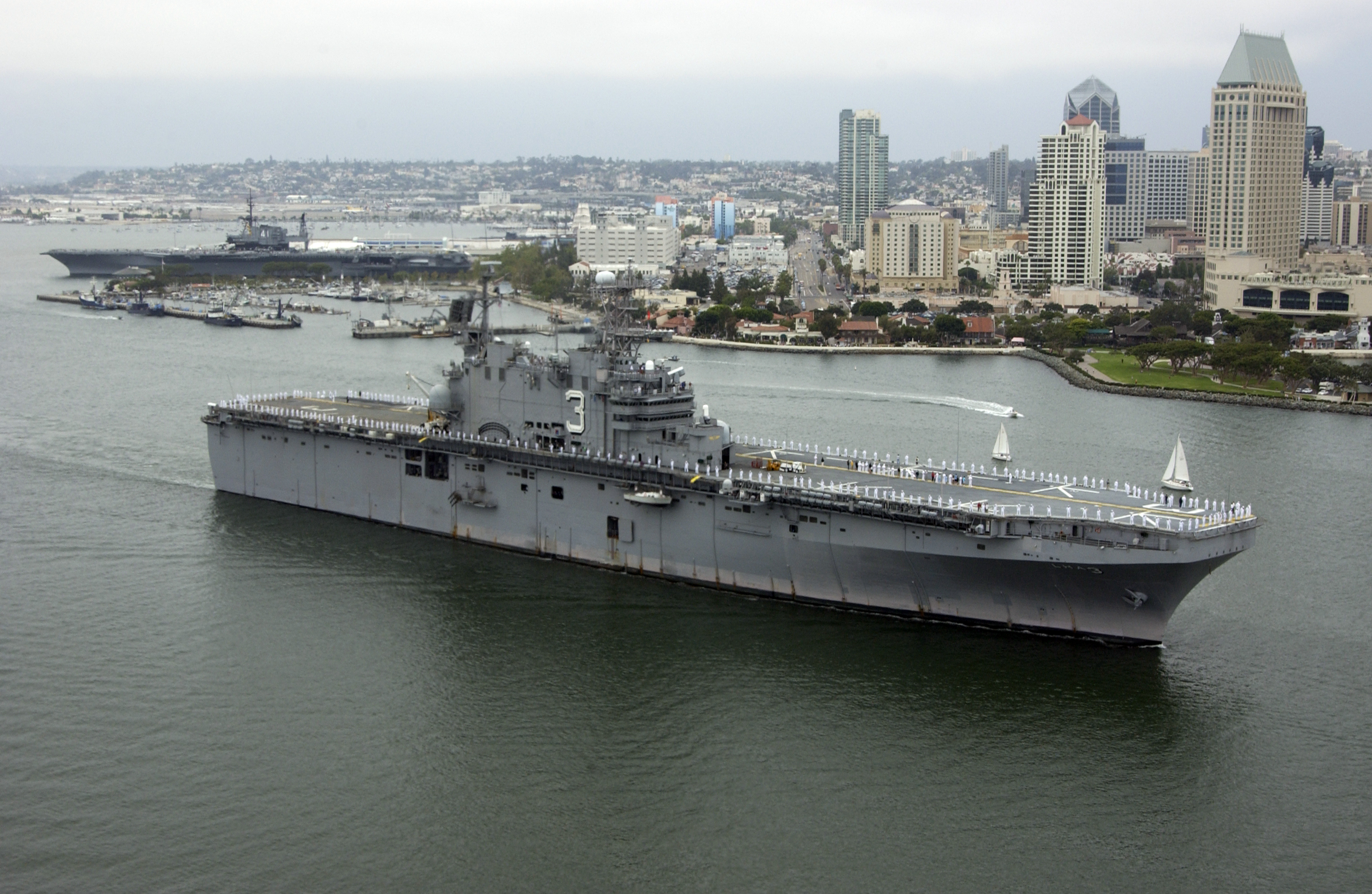
USS Bellau Wood anländer till San Diego 11 juli 2005. I bakgrunden syns museifartyget USS Midway.
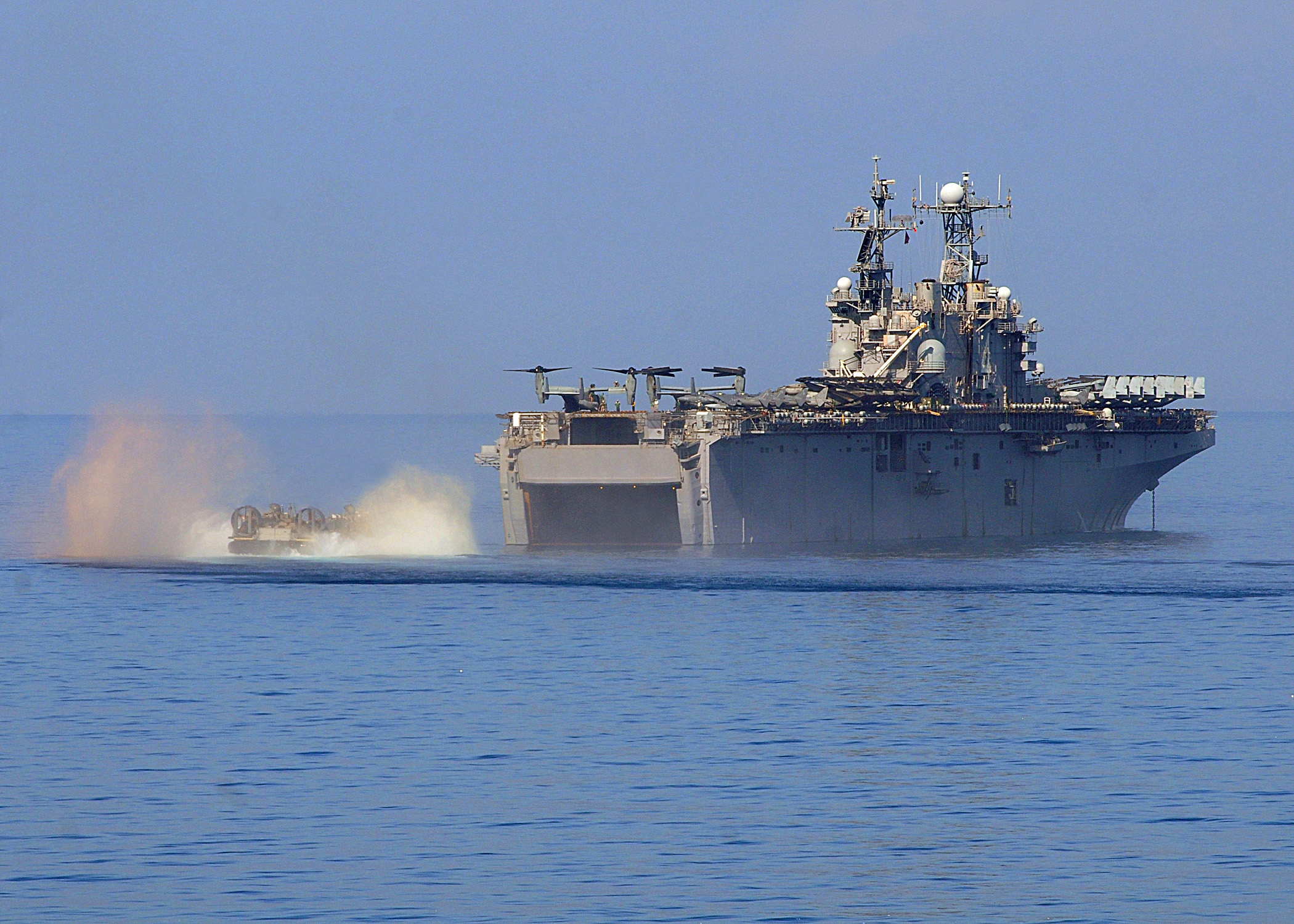
En svävare (LCAC) håller på att köra in på welldäck på USS Nassau. På däck syns två V-22 Osprey.
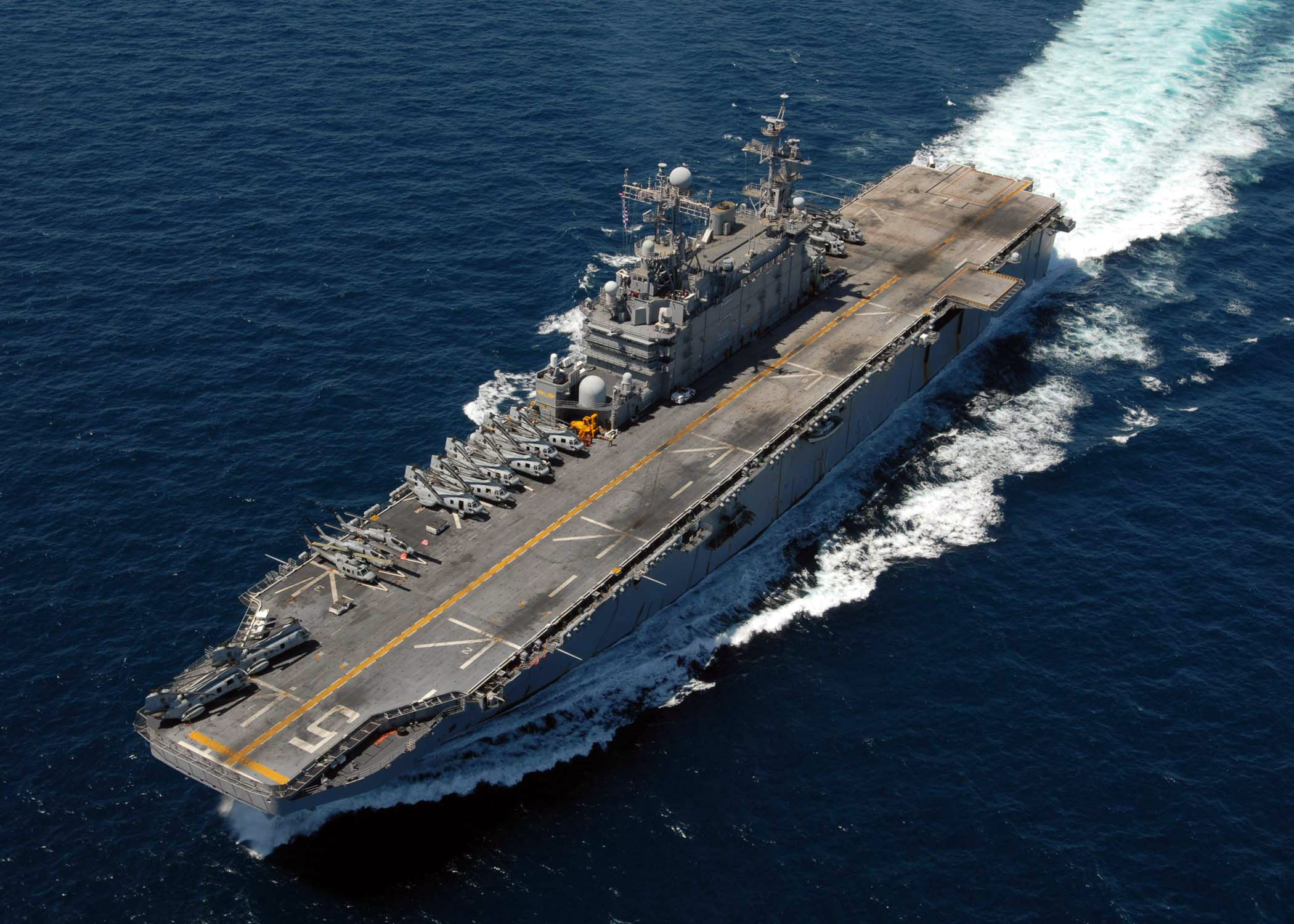
USS Peleliu har ett fullängds flygdäck, men räknas normalt inte som hangarfartyg. De enda flygplan som kan starta och landa är V/STOL, exmepelvis AV-8B Harrier II och OV-10 Bronco.